# Vuelta a Burgos 2009
La XXXI Vuelta a Burgos se disputó entre el 5 y el 9 de agosto de 2009 con un recorrido de 641 km dividido en 5 etapas, con inicio en Oña y final en las Lagunas de Neila. 
La prueba perteneció al UCI Europe Tour de los Circuitos Continentales UCI, dentro de la máxima categoría para vueltas de varias etapas: 2.HC.
Tomaron parte en la carrera 15 equipos. Los 3 equipos españoles de categoría UCI ProTeam (Caisse d'Epargne, Euskaltel-Euskadi y Fuji-Servetto); los 3 de categoría Profesional Continental (Andalucía-CajaSur, Contentpolis-AMPO y Xacobeo Galicia); y los 2 de categoría Continental (Burgos Monumental-Castilla y León y Orbea). En cuanto a representación extranjera, estuvieron 7 equipos: los UCI ProTour Team Katusha y Garmin-Slipstream; y los Profesionales Continentales del Cervélo Test Team, Acqua & Sapone-Caffè Mokambo, Barloworld, Vacansoleil Pro Cycling Team y Topsport Vlaanderen-Mercator. Formando así un pelotón de 118 ciclistas, con 8 corredores cada equipo (excepto el Garmin-Slipstream y el Andalucía-CajaSur que salieron con 7), de los que acabaron 99.
El ganador final fue Alejandro Valverde (quien además se hizo con la clasificación de la regularidad). Le acompañaron en el podio Xavier Tondo y Tom Danielson, respectivamente.
En las otras clasificaciones secundarias se impusieron Serafín Martínez (montaña), Rafael Serrano (metas volantes) y Caisse d'Epargne (equipos).

## Etapas
| Etapa     | Fecha       | Recorrido                                              | Km       | Ganador                   | Líder                     |
| --------- | ----------- | ------------------------------------------------------ | -------- | ------------------------- | ------------------------- |
| 1.ª etapa | 5 de agosto | Oña-Briviesca                                          | 143      | Koldo Fernández de Larrea | Koldo Fernández de Larrea |
| 2.ª       | 6 de agosto | Villasana de Mena-Miranda de Ebro (San Juan del Monte) | 153      | Joaquim Rodríguez         | Joaquim Rodríguez         |
| 3.ª       | 7 de agosto | Burgos-Burgos                                          | 175      | Nikolas Maes              | Ben Hermans               |
| 4.ª       | 8 de agosto | Roa-Roa                                                | 15 (CRI) | Tom Danielson             | Tom Danielson             |
| 5.ª       | 9 de agosto | Vilviestre del Pinar-Lagunas de Neila                  | 155      | Ezequiel Mosquera         | Alejandro Valverde        |

## Clasificaciones finales
| \| 1. \| Alejandro Valverde \| 15h 49' 33" \| \| 2. \| Xavier Tondo \| + 10" \| \| 3. \| Tom Danielson \| + 12" \| \| 4. \| Ezequiel Mosquera \| + 30" \| \| 5. \| Juan Mauricio Soler \| + 1' 11" \| \| 6. \| Francesco Masciarelli \| + 1' 16" \| \| 7. \| Beñat Intxausti \| + 1' 39" \| \| 8. \| Íñigo Cuesta \| + 1' 40" \| \| 9. \| Manuel Vázquez \| + 2' 07" \| \| 10. \| Philip Deignan \| + 2' 14" \| |                       |             |
| 1. | Alejandro Valverde    | 15h 49' 33" |
| 2. | Xavier Tondo          | + 10"       |
| 3. | Tom Danielson         | + 12"       |
| 4. | Ezequiel Mosquera     | + 30"       |
| 5. | Juan Mauricio Soler   | + 1' 11"    |
| 6. | Francesco Masciarelli | + 1' 16"    |
| 7. | Beñat Intxausti       | + 1' 39"    |
| 8. | Íñigo Cuesta          | + 1' 40"    |
| 9. | Manuel Vázquez        | + 2' 07"    |
| 10. | Philip Deignan        | + 2' 14"    |

| \| 1. \| Serafin Zubiri \| 37 p. \| \| 2. \| Diego Gallego \| 32 p. \| \| 3. \| Alberto Fernández \| 27 p. \| |                   |       |
| 1. | Serafin Zubiri    | 37 p. |
| 2. | Diego Gallego     | 32 p. |
| 3. | Alberto Fernández | 27 p. |

| \| 1. \| Alejandro Valverde \| 44 p. \| \| 2. \| Nikolas Maes \| 41 p. \| \| 3. \| Tom Danielson \| 37 p. \| |                    |       |
| 1. | Alejandro Valverde | 44 p. |
| 2. | Nikolas Maes       | 41 p. |
| 3. | Tom Danielson      | 37 p. |

| \| 1. \| Rafael Serrano \| 11 p. \| \| 2. \| José Ruiz \| 9 p. \| \| 3. \| Thomas de Gendt \| 6 p. \| |                 |       |
| 1. | Rafael Serrano  | 11 p. |
| 2. | José Ruiz       | 9 p.  |
| 3. | Thomas de Gendt | 6 p.  |

| \| 1. \| Caisse d'Epargne \| 47h 32' 16" \| \| 2. \| Cervélo \| + 2' 37" \| \| 3. \| Fuji-Servetto \| + 2' 47" \| |                  |             |
| 1. | Caisse d'Epargne | 47h 32' 16" |
| 2. | Cervélo          | + 2' 37"    |
| 3. | Fuji-Servetto    | + 2' 47"    |